# Thế giới không anh
"Thế giới không anh" (tiếng Anh: "World without you") là một đĩa đơn của nữ ca sĩ kiêm nhạc sĩ sáng tác nhạc Phùng Khánh Linh, phát hành vào ngày 31 tháng 7 năm 2020 bởi Universal Music Việt Nam và Hãng đĩa Thời Đại. Đây là đĩa đơn mở đường cho album phòng thu đầu tay của cô Yesteryear, cũng là sản phẩm đánh dấu việc Phùng Khánh Linh đầu quân làm nghệ sĩ độc quyền cho Universal Music Việt Nam. Ca khúc thuộc thể loại tropical pop, với nội dung là lời tâm sự của cô gái trẻ về mối tình vừa qua với chàng trai du khách. Một video âm nhạc đã được thực hiện riêng và công chiếu cùng ngày với đĩa đơn.
Thời điểm ra mắt, bài hát đã đạt thành tích cao về lượt xem MV lẫn lượt nghe nhạc số. Ca khúc cũng là một thành công ở mảng vật lý khi toàn bộ đĩa CD được bán hết chỉ trong thời gian ngắn. "Thế giới không anh" nhận về đa số phản ứng tích cực từ các cây bút đánh giá phê bình, không chỉ ghi nhận sự đổi mới của Phùng Khánh Linh sau thể nhạc ballad mà còn cả sự đổi mới của nhóm sản xuất nhạc DTAP ở dòng nhạc pop và đạo diễn MV là Đinh Hà Uyên Thư ở mặt hình ảnh đã góp phần vào chất lượng sản phẩm.

## Sáng tác
Bài hát nằm trong album Yesteryear và là đĩa đơn mở đường cho dự án. Sáng tác được Phùng Khánh Linh tự tay chấp bút từ tháng 4 năm 2019, sau khi cô vừa từ một đêm diễn ở xa về. Vì bỗng dưng cảm thấy nỗi cô đơn và trống trải bao phủ lấy mình, cô liền có cảm hứng viết nên những giai điệu đầu tiên cho ca khúc như một cách để trải lòng. Ban đầu, Phùng Khánh Linh định phát hành bản nhạc dưới tư cách là nghệ sĩ tự do; sau khi gửi thử demo cho Hãng đĩa Thời đại, hãng đã bất ngờ chọn cô làm nghệ sĩ độc quyền. Qua nhiều lần họp bàn, nhóm công ty quyết định làm mới lại "Thế giới không anh" so với bản cũ. Bản phối mới này do nhóm DTAP thực hiện, cùng với FRESHY.BOYZ và M.K.S từ công ty THAIBEATS. Phạm Tuấn (Tuấn Billy) là người mixing bài hát, trong khi Randy Merrill đảm trách khâu mastering sau cùng.
"Thế giới không anh" là một bài tropical pop với thời lượng dài 4 phút 19 giây. Bài hát sở hữu tempo 95 – thuộc nhóm ca khúc có tốc độ nhanh và nhộn nhịp. Thay vì đi theo ballad pop giống như các sản phẩm trước đó, ở sáng tác lần này Phùng Khánh Linh đã chọn dòng pop sôi động, không bi lụy hóa tâm trạng quá mức mà điều chỉnh xuống mức vừa phải, tránh gây cảm giác bi quan cho người nghe nhưng vẫn có thể đồng cảm được với ca sĩ. Trước đó, bản nhạc sơ khai của bài từng phải trải qua năm bản phối và 8 phương án hòa âm khác nhau để cho ra thành phẩm ưng ý. Trong một cuộc phỏng vấn, cô cho biết "Thế giới không anh" chưa phải là sáng tác hay nhất trong Yesteryear nhưng vẫn được chọn làm đĩa nhạc mở đường cho album vì màu sắc mới lạ mà ca khúc đem lại.
Cấu trúc của bài hát bao gồm hai đoạn nhạc (verse), một đoạn tiền điệp khúc (pre-chorus), một đoạn chuyển nhạc (bridge) và ba lần lặp điệp khúc (chorus). Tuy nhiên, điểm nhấn của bản nhạc là ở phần cuối khi không dùng lại đoạn chorus mà hai câu mới kết bài "Anh đã đi mang cả tâm hồn / Thế giới ngày không anh"; trong đó, có một câu hát nhắc lại gần như đúng tiêu đề của ca khúc. Phần ca từ của bài hát được đánh giá là khá đơn giản, ít từ "đắt", vì vậy mà dễ nghe và dễ hiểu. Theo trang Zing News, lối hát Phùng Khánh Linh ở "Thế giới không anh" mang tính trẻ trung, hiện đại và "tiệm cận Âu – Mỹ"; cô nhẹ nhàng luyến láy giọng nhạc nhưng nhờ cách hát nương vào nhịp nên vẫn đem lại giai điệu bắt tai cùng cảm giác êm dịu cho người nghe.

### Video âm nhạc
Đạo diễn MV "Thế giới không anh" là Đinh Hà Uyên Thư. Cô cũng là người chủ động lên ý tưởng cho video âm nhạc của nữ ca sĩ. Khai thác yếu tố dân gian vào MV, đạo diễn đã lồng ghép phong cách văn hóa và trang phục của dân tộc người Dao và người H'Mông. Lựa chọn câu chuyện tình yêu có kết thúc buồn, nhưng nội dung video tập trung nhiều hơn vào những cảnh sắc thiên nhiên, thắng cảnh du lịch mang phong cách đẹp, thay cho lối kể kịch tính hóa phổ biến trong các MV cùng chủ đề khác.

Một trong những đại cảnh thiên nhiên của MV, được quay từ trên không bằng flycam. Cô gái sau khi chia tay người yêu đã một mình đứng đón nắng trên mỏm núi cao.

Video âm nhạc "Thế giới không anh" được ghi hình toàn bộ trong vòng 2 ngày, với sự tham gia của ê-kíp gồm 60 người. Theo tiết lộ của Phùng Khánh Linh, số tiền đầu tư cho MV "ngang ngửa" với số tiền đầu tư vào bài hát của nữ ca sĩ. Đoàn phim đã đi lại nhiều địa điểm khác nhau để thực hiện các cảnh quay, từ núi, đèo, sông miền cao xuống các điểm du lịch ở thủ đô Hà Nội. Để chuẩn bị cho MV, Phùng Khánh Linh đã dành 28 ngày liên tục tập nhảy và chạy nhằm rèn luyện thể lực thực hiện những cảnh quay trên đỉnh núi. Vì phải chạy rất nhiều trên đôi giày không chuyên, các đầu móng chân cô đều "tóe máu" sau mỗi ngày quay. Cô cũng phải đối diện với chứng sợ độ cao trong một cảnh quay đứng trên mỏm đá dốc liên tục trong 10 phút và đã bị nôn mửa ngay sau khi phân cảnh kết thúc.
Trong MV, Phùng Khánh Linh hóa thân thành cô gái của bộ lạc giả tưởng ở miền cao tên Lynese và đem lòng yêu một khách du lịch nam vừa đến đây. Ngay từ lần gặp mặt đầu tiên tại nhà sàn, hai người sớm đã nảy sinh hảo cảm; họ có những phút giây đáng nhớ khi vui chơi nhảy múa với dân làng, rồi sau đó cô gái trao tín vật định tình cho chàng trai. Nhưng một ngày nọ, chàng du khách kia bất ngờ biến mất và khiến cô gái bối rối khi tỉnh dậy. Từ quyển nhật ký bỏ quên của đối phương cùng bức ảnh chụp chung còn sót lại, cô gái đã quyết định ra Hà Nội để tìm chàng trai. Cô bước xuống từ Ga Hà Nội và đi qua nhiều địa điểm khác nhau, từ dọc phố đường ray xe lửa, cầu Long Biên, phố Phan Đình Phùng, khu phố cổ đến hồ Hoàn Kiếm. Cô dừng chân tại địa điểm cuối cùng là ở Nhà thờ Lớn, nơi cô bắt gặp chàng trai đang đứng chụp ảnh gần đó. Nhưng khi thấy cô gái, chàng trai lại tỏ ra thờ ơ, né tránh. Khi hiểu được cảm giác lạnh nhạt từ người yêu, cô gái lặng lẽ rời đi trong sự hụt hẫng, thất vọng. Phần kết của MV là hình ảnh nhân vật chính đứng trên đỉnh núi giang tay hướng về phía mặt trời, thể hiện sự nhẹ nhõm, bình yên trong tâm hồn sau khi kết thúc mối tình đã qua.

## Phát hành
Ngày 25 tháng 7 năm 2020, áp phích "Thế giới không anh" và teaser đầu tiên cho MV ca khúc đã được công bố. Ngay một ngày sau đó, tập đoàn Universal Music Việt Nam ra thông cáo Phùng Khánh Linh là ca sĩ Việt Nam mở đầu ký kết hợp đồng độc quyền với hãng thu âm. Cả hai sự kiện trên đồng thời thu hút sự quan tâm từ cả truyền thông lẫn báo chí trong nước đưa tin.
Đúng 0:00 (GMT+7) ngày 31 tháng 7 năm 2020, Phùng Khánh Linh chính thức phát hành bản audio "Thế giới không anh" lên các nền tảng nhạc số, phát trực tuyến. Đến 19:00 chiều, MV hoàn chỉnh của bài hát được đăng tải lên YouTube. Ngày 16 tháng 8 năm 2020, nữ ca sĩ tiếp tục phát hành phiên bản remix do bộ đôi nghệ sĩ 39 KINGDOM thực hiện. Song song với phiên bản nhạc số và MV, cô cũng phân phối các định dạng khác của "Thế giới không anh" bao gồm đĩa CD, băng cassette và đĩa than 7 inch. Đây được ghi nhận là nghệ sĩ Việt đầu tiên làm điều này với đĩa đơn của mình. Đĩa đơn còn đi kèm với vật phẩm áo, mũ, cốc dành cho người hâm mộ.
Buổi giới thiệu MV "Thế giới không anh" của Phùng Khánh Linh cùng ê-kíp được ấn định tổ chức vào ngày 31 tháng 7 năm 2020, song bị đột ngột hoãn ngay trước ngày diễn ra do ảnh hưởng của dịch bệnh COVID-19 tại Thành phố Hồ Chí Minh. Thay cho sự kiện ra mắt, cô đã thực hiện một buổi phỏng vấn độc quyền với báo mạng Thanh Niên trong talkshow Gương mặt Showbiz, phát sóng đa nền tảng lúc 20:00 (GMT+7) ngày 5 tháng 8. Bài hát hát cũng được quảng bá thông qua chương trình radio "Ca khúc tuyển chọn" trên kênh VOV3, Đài Tiếng nói Việt Nam.

## Tiếp nhận
Chỉ hai giờ kể từ thời điểm phát hành, "Thế giới không anh" đã debut tại hạng 1 bảng xếp hạng ITunes Việt Nam. Video âm nhạc bài hát cũng đạt một triệu người xem trên YouTube sau 18 giờ đăng tải. Trong bốn ngày kế tiếp, MV tiếp tục thu về hơn 700 nghìn lượt xem và tính đến ngày 5 tháng 8 năm 2020 đã cán mốc 1,7 triệu người xem tổng cộng. Toàn bộ phiên bản CD của đĩa đơn được bán hết chỉ trong thời gian ngắn.

### Đánh giá chuyên môn
| Đánh giá chuyên môn | Đánh giá chuyên môn |
| Nguồn đánh giá      | Nguồn đánh giá      |
| Nguồn               | Đánh giá            |
| ------------------- | ------------------- |
| Zing News           | 8/10                |

Đa số các đánh giá chuyên môn về đĩa đơn đều là tích cực. Tại một bài nhận xét trên báo Lao Động, tác giả Thái An nhận định "Thế giới không anh" là bước thử nghiệm mang màu sắc rất khác biệt so với Phùng Khánh Linh "trước đây", từ âm nhạc cho đến tạo hình. Trong đó, người viết khen ngợi phần MV tuy có cốt truyện không phải mới nhưng cách khai thác bối cảnh và phục trang đã khiến nó trở nên độc đáo, nổi bật. Về giọng hát, Phùng Khánh Linh vẫn giữ được âm sắc nguyên bản, không thiên về kỹ thuật mà chủ yếu khai thác vào yếu tố cảm xúc. Điều này khiến ca khúc dù mang chất mới mẻ song vẫn cảm nhận được sự quen thuộc trong chất giọng từ nghệ sĩ.
Trong một đánh giá chi tiết hơn của Zing News, cây bút Đắc Hoàng đã cho "Thế giới không anh" 8/10 điểm, số điểm cao nhất trong các bài nhạc Việt được tạp chí chấm điểm tháng 8 năm 2020. Nhận xét chung về ca khúc, người viết ghi nhận sản phẩm tái xuất của nữ ca sĩ sở hữu chất lượng âm nhạc lẫn hình ảnh "cân bằng nhất trong thời gian gần đây của nhạc Việt". Ngoài thế mạnh ca hát của Phùng Khánh Linh, chất lượng dự án còn có sự góp sức từ Uyên Thư trong nỗ lực làm mới mình với MV ngoại cảnh – vốn không phải thế mạnh sáng tạo của nữ đạo diễn. Đặc biệt, bài báo cũng công nhận DTAP khi đã thành công thể hiện khả năng và diện mạo âm nhạc khác của nhóm, sau thành công vượt ngoài mong đợi với chất nhạc điện tử dân gian từ Hoàng (2019) của Hoàng Thùy Linh. Đánh giá từ báo Phụ nữ cùng chia sẻ quan điểm với ý kiến trên, cho biết tuy "sử dụng đội ngũ sản xuất âm nhạc đắt giá nhất năm ngoái tại địa hạt pop [DTAP]", nhưng sản phẩm với chất lượng "cực kỳ ấn tượng" của Phùng Khánh Linh đã không cố biến mình trở thành Hoàng Thùy Linh thứ hai, mà nhặt ra từng âm thanh thế mạnh của nhóm ở mảng dance-pop để đặt vừa vặn vào một bài hát, tạo nên hình tượng nữ ca sĩ rất riêng và "không thể so sánh".

## Biểu diễn trực tiếp
Ngày 8 tháng 8 năm 2020, Phùng Khánh Linhđã đăng tải bản cover ca khúc lên trang mạng xã hội cá nhân, trong đó nữ ca sĩ hát trên nền nhạc piano do chính cô tự đệm đàn. Đến ngày 21 tháng 8, cô có màn hát live bài hát trong chương trình "Ở đây hát nhạc sống" do Billboard Việt Nam sản xuất, bên cạnh một buổi phỏng vấn riêng với Billboard vào ngày 28 tháng 8. Tại buổi showcase ra mắt Yesteryear ngày 13 tháng 12 cùng năm, Phùng Khánh Linh đã trình diễn toàn bộ 13 sáng tác từ album lần đầu tới người nghe, bao gồm bài "Thế giới không anh". Buổi biểu diễn, diễn ra ở Thành phố Hồ Chí Minh, nhanh chóng cháy vé đồng thời nhận về những phản ứng tích cực của khán giả.
Ngày 25 tháng 9 năm 2021, sau khi phát hành bản deluxe của Yesteryear, Phùng Khánh Linh đã góp mặt trong talkshow Bữa trưa vui vẻ trực tiếp trên kênh VTV6. Cô đã hát các bài hát trong album để quảng bá cho dự án, bao gồm "Thế giới không anh". Năm 2025, nữ ca sĩ tiếp tục quảng bá bài hát qua mini tour đầu tiên trong sự nghiệp của mình mang tên Off The Record, diễn ra từ cuối tháng 3 đến đầu tháng 4 tại ba thành phố Hà Nội, Đà Nẵng và Thành phố Hồ Chí Minh.

## Đội ngũ sản xuất
Thông tin được lấy từ phần ghi công MV bài hát và tập sách nhỏ ghi chú của đĩa đơn.

### Âm nhạc
| - Giám đốc sản xuất: Lâm Thời Đại, Phạm Anh Phú - Ca sĩ: Phùng Khánh Linh - Nhạc sĩ: Phùng Khánh Linh - Giám đốc âm nhạc: Lâm Thời Đại, Phạm Anh Phú - Sản xuất nhạc: DTAP, FRESHY BOYZ & M.K.S. (THAIBEATS) | - Thu âm: Lâm Minh Phương - Mixing vocal: Phạm Tuấn (@Việt Tân Studio Sài Gòn, Việt Nam) - Mastering: Randy Merrill (@Sterling Sound New York, Hoa Kỳ) - Giọng nền: Phùng Khánh Linh - Huấn luyện giọng hát: Minh Huệ |

### Hình ảnh
| - Đạo diễn: Đinh Hà Uyên Thư - Đạo diễn sáng tạo: Đinh Hà Uyên Thư - Nhà sản xuất: Phạm Trần Bảo Quyên - Giám đốc nghệ thuật: Tuấn Maxx - Quản lý sản xuất: Jenny Nguyễn - Trợ lý sản xuất: Thành Thành - D.O.P: Duy V.K - Trợ lý đạo diễn 1: Lê Hoàng Phương - Chỉnh nét: Cồ Sáng - Thiết kế sản xuất: SS Team - Máy quay: CineHanoi - Bối cảnh: Cấn Văn Chung - Catering: Jenny Nguyễn, Thành Thành - Chỉnh sửa: BR. Trần Minh Nhựt | - Chỉnh màu: Đỗ Kim Nhật - Vũ đạo: Lan Vi - Hậu trường: MLEM - Chụp ảnh: Lê Chí Linh, Dũng Lại - Stylist đạo cụ và trang phục: Vân Anh Scarlet - Trang điểm: Đặng Trí Viên - Trợ lý làm tóc và trang điểm: Trần Phương Tín - Talent: Trương Đình Trọng Hậu - Đơn vị tuyển vai: O.N.G Vietnam - Trợ lý tuyển vai: Hoàng Long - Khách mời đặc biệt: Bé Leo "The Cat" - Diễn viên: Đức Hảo, Minh Phấn, Thế Hào, Quốc Huy, Đam Cương, Hữu Phong, Văm Khánh, Vũ Thị Thi, Đức Khang, Phạm Thị Lý, Tô Thùy Linh |

### Khác
- Quản lý truyền thông: Hãng đĩa Thời đại
- Phụ đề tiếng Nhật: Hoàng Minh Hiệp
- Hỗ trợ và điều phối dự án: Nhóm nhân sự Hãng đĩa Thời đại
- Phát hành: Hãng đĩa Thời đại, Universal Music Vietnam

## Lịch sử phát hành
| Khu vực  | Ngày                | Định dạng                       | Phiên bản          | Nền tảng                         | Hãng                                        | Chú thích |
| -------- | ------------------- | ------------------------------- | ------------------ | -------------------------------- | ------------------------------------------- | --------- |
| Quốc tế  | 31 tháng 7 năm 2020 | Phát trực tuyến Tải kỹ thuật số | Gốc                | Spotify • Apple Music • Zing MP3 | Hãng đĩa Thời đại • Universal Music Vietnam | [ 16 ]    |
| Quốc tế  | 31 tháng 7 năm 2020 | Video âm nhạc                   | Gốc                | YouTube                          | Hãng đĩa Thời đại • Universal Music Vietnam | [ 5 ]     |
| Việt Nam | 31 tháng 7 năm 2020 | CD                              | Gốc                | —                                | Hãng đĩa Thời đại • Universal Music Vietnam | [ 35 ]    |
| Việt Nam | 31 tháng 7 năm 2020 | Băng Cassette                   | Gốc                | —                                | Hãng đĩa Thời đại • Universal Music Vietnam | [ 6 ]     |
| Việt Nam | 31 tháng 7 năm 2020 | Đĩa vinyl                       | Gốc                | —                                | Hãng đĩa Thời đại • Universal Music Vietnam | [ 6 ]     |
| Quốc tế  | 16 tháng 8 năm 2020 | Phát trực tuyến Tải kỹ thuật số | Remix (39 KINGDOM) | YouTube                          | Hãng đĩa Thời đại • Universal Music Vietnam | [ 21 ]    |